# بستويا باسكت 2000
بستويا باسكت 2000 (بالإيطالية: Pistoia Basket 2000)‏ هو فريق كرة سلة إيطالي تأسس في سنة 2000 يقع في بستويا، توسكانا، إيطاليا ويدربه فينتشنزو إسبوزيتو. يلعب في ليغا باسكيت الدرجة الأولى. من لاعبيه أليكس كيرك.

## وصلات خارجية
- الموقع الرسمي